# Beeveria distichophylloides
Beeveria distichophylloides là một loài Rêu trong họ Hookeriaceae. Loài này được (Broth. & Dixon) Fife mô tả khoa học đầu tiên năm 1992.